# Журавники (Піньчовський повіт)
Журавники (пол. Żurawniki) — село в Польщі, у гміні Злота Піньчовського повіту Свентокшиського воєводства.
Населення — 190 осіб (2011).
У 1975-1998 роках село належало до Келецького воєводства.

## Демографія
Демографічна структура на день 31 березня 2011 року:
|          | Загалом | Допрацездатний вік | Працездатний вік | Постпрацездатний вік |
| -------- | ------- | ------------------ | ---------------- | -------------------- |
| Чоловіки | 95      | 17                 | 61               | 17                   |
| Жінки    | 95      | 19                 | 47               | 29                   |
| Разом    | 190     | 36                 | 108              | 46                   |